# Plan Wulkan
Plan Wulkan – plan zniszczenia węzłów komunikacyjnych i głównych ośrodków przemysłowych w Polsce Ludowej przez oddziały zbrojne WiN na wypadek wybuchu III wojny światowej.

## Historia
Plan powstał w oparciu o uzupełniony i skonkretyzowany plan „X”, który zawierał wytyczne do działania dla podziemia na okres bezpośrednio przedwojenny, po nawiązaniu przez Delegaturę Zagraniczną WiN współpracy z CIA. Zawierał on wytyczne, których celem miała być dywersja na głównych liniach kolejowych w Polsce Ludowej. W przypadku konfliktu zbrojnego oddziały zbrojne WiN miały dokonać zniszczenia trzech głównych magistrali kolejowych, utrudniając tym samym przerzut Armii Radzieckiej na Zachód. Plan miał wejść w życie w momencie wybuchu III wojny światowej, a dezorganizacji miały ulec szlaki komunikacyjne oraz węzły łączności. Wytypowane miały zostać również cele dla bombardowań lotniczych państw zachodnich. Były to rejony przeładunkowe, mosty drogowe i kolejowe oraz węzły kolejowe.
W 1951, po podpisaniu porozumienia z Delegaturę Zagraniczną WiN, strona amerykańska zażądała wytypowania czterech członków organizacji do skierowania na kurs dywersyjny w ośrodku szkoleniowym w Monachium. Trzech z nich było niczego nieświadomymi członkami WiN, natomiast czwarty, Marian Strużyński, był tajnym agentem UB działającym w ramach gry operacyjnej z wywiadami państw zachodnich o kryptonimie „Cezary”. Po miesięcznym pobycie wrócił do kraju, przekazując UB – Plan „Wulkan”.
Kierownictwu CIA nawiązanie tej współpracy wydawało się jednym z największych sukcesów w jej dotychczasowej działalności. Przy pomocy Delegatury WiN i V Zarządu miała zostać stworzona sieć wywiadowcza, z której pomocą Amerykanie uzyskiwaliby cenne informacje zza żelaznej kurtyny. Przez cały okres współpracy CIA drogą lotniczą dostarczyło do Polski 5 milionów dolarów w postaci sztab złota, pistolety maszynowe, karabiny, amunicję i radiostacje. Ponadto nawiązali poufne kontakty ze zwolennikami WiN za granicą, garstką emigrantów w Niemczech i Londynie. Wśród kierownictwa CIA panowało mylne przekonanie o szeroko rozbudowanych strukturach podziemia antykomunistycznego i jego liczebności. Jeszcze w połowie 1952 sądzono, że na terenie Polski Ludowej w lasach nadal działa ponad 20 tysięcy uzbrojonych partyzantów, gotowych w każdej chwili do rozpoczęcia szerokiej walki partyzanckiej, oraz 100 tysięcy sympatyków wśród cywili. Po ujawnieniu stanu rzeczywistego kierujący operacją „polską” Frank Lindsay złożył rezygnację. Dodatkowym policzkiem dla CIA była informacja, że duża część funduszy wysłanych do Polski została wykorzystana jako wsparcie dla Włoskiej Partii Komunistycznej, z którą CIA prowadziła prawdziwą podziemną wojnę